# Oreophryne brevirostris
Oreophryne brevirostris é uma espécie de anfíbio anuro da família Microhylidae.
É endémica da Nova Guiné Ocidental na Indonésia.
Os seus habitats naturais são: campos rupestres subtropicais ou tropicais.